# Urgleptes deliciolus
Urgleptes deliciolus es una especie de escarabajo longicornio del género Urgleptes, tribu Acanthocinini, subfamilia Lamiinae. Fue descrita científicamente por Bates en 1863.

## Descripción
Mide 3,7 milímetros de longitud.

## Distribución
Se distribuye por Brasil y Guayana Francesa.